# Chumunjin
Chumunjin (koreanisch 주문진), auch Jumunjin, ist eine kleine Hafenstadt (Eup) an der Ostküste von Südkorea innerhalb der Provinz Gangwon-do. Sie liegt am Japanischen Meer im Nordosten des Landes, circa 20 km nördlich der Stadt Gangneung. In Chumunjin und der Umgebung leben ca. 20.600 Menschen auf einer Gemeindefläche von 60,55 km².

## Geographie
Die Stadt liegt zu Füßen des Taebaek-Gebirges, welches entlang der Küstenlinie zum Japanischen Meer verläuft. Die Landschaft geht nach einem ca. 4 bis 5 Kilometer breiten, flachen und fruchtbaren Küstenstreifen in schroffe Gebirgsausläufer über, welche in 10 Kilometer Entfernung zur Küste bereits 900 m Höhe erreichen. Diese Ausläufer werden bei Chumunjin vom Fluss Sinlicheon durchschnitten, welcher südlich vom Stadtkern in das Meer mündet. Nördlich der Stadt bilden einige bis zur 30 m hohe Hügel eine Halbinsel, an die sich das Hafenbecken anschmiegt und auf denen auch der älteste Leuchtturm der Region zu finden ist.

## Verwaltung
Seit einer administrativen Trennung von der Nachbargemeinde Yeongok-myeon im Jahre 1927 ist die Gemeinde Chumunjin-myeon eigenständig und besteht aus derzeit 5 Ri (Orten).

## Bildung
In der Kleinstadt gibt es drei Grundschulen, eine Mittelschule und zwei weiterführende Schulden. Weiter gibt es mit dem Kangwon Provincial College ein Hochschule.

## Wirtschaft und Infrastruktur
Straßenseitig wird die Stadt durch die Fernstraßen N6 und N7 angebunden. Erstere verbindet historisch Seoul mit Gangneung und beendet südlich von Chumunjin die Durchquerung des Taebaek-Gebirges in West-Ost-Richtung entlang des Flusses Yeongogcheon. Die N7 verläuft entlang der Küste in Nord-Süd-Richtung und tangiert die Stadt. Circa zwei Kilometer weiter im Landesinneren findet man parallel dazu den 2015 fertig gestellten Expressway 65, über den im Süden Gangneung und im Norden Yangyang erreichbar sind.
Wirtschaftlich wird die Region vom Fischfang und der Landwirtschaft definiert. Der Hafen ist seit jeher Ausgangspunkt für die Fischerei und noch heute arbeiten schätzungsweise 10 % der Einheimischen auf 394 registrierten Booten in dieser Branche. Entsprechend findet man auch umfangreiche weiterverarbeitende Betriebe, die sich vor allem in einem Industriegebiet im Süden der Stadt angesiedelt haben.

## Sehenswürdigkeiten
- Traditioneller Hafen und ausgedehnter Fischmarkt im Stadtzentrum
- Ältester Leuchtturm der Region, erbaut 1918.[1]
- Jumunjin Beach (주문진해변), ausgedehnter Sandstrand im Norden der Stadt.[2]
- Touristisch erschlossene Obstplantagen westlich der Stadt, die besonders zur Zeit der Pfirsichblüte auch von lokalen Urlaubern gern besucht werden.[3]

## Persönlichkeiten
- Shin Doo-sun (* 1976), Skilangläufer